# Han Chan-hee
Đây là một tên người Triều Tiên, họ là Han.
Han Chan-hee (tiếng Hàn: 한찬희; Hanja: 韓贊熙; sinh ngày 17 tháng 3 năm 1997) là một tiền vệ bóng đá Hàn Quốc thi đấu cho Jeonnam Dragons và Đội tuyển bóng đá U-20 quốc gia Hàn Quốc.

## Sự nghiệp câu lạc bộ
Han gia nhập Jeonnam Dragons năm 2016 và ra mắt ở giải vô địch trước Seongnam FC ngày 13 tháng 4 năm 2016.

## Sự nghiệp quốc tế
Anh là thành viên của đội tuyển U-20 quốc gia Hàn Quốc kể từ năm 2015.

## Thống kê sự nghiệp câu lạc bộ
| Thành tích câu lạc bộ | Thành tích câu lạc bộ | Thành tích câu lạc bộ | Giải vô địch | Giải vô địch | Cúp     | Cúp       | Châu lục | Châu lục  | Tổng cộng | Tổng cộng |
| Mùa giải              | Câu lạc bộ            | Giải vô địch          | Số trận      | Bàn thắng    | Số trận | Bàn thắng | Số trận  | Bàn thắng | Số trận   | Bàn thắng |
| Hàn Quốc              | Hàn Quốc              | Hàn Quốc              | Giải vô địch | Giải vô địch | Cúp KFA | Cúp KFA   | Châu Á   | Châu Á    | Tổng cộng | Tổng cộng |
| --------------------- | --------------------- | --------------------- | ------------ | ------------ | ------- | --------- | -------- | --------- | --------- | --------- |
| 2016                  | Jeonnam Dragons       | K League 1            | 7            | 0            | 1       | 0         | —        | —         | 8         | 0         |
| Tổng                  | Hàn Quốc              | Hàn Quốc              | 7            | 0            | 1       | 0         | 0        | 0         | 8         | 0         |
| Tổng cộng sự nghiệp   | Tổng cộng sự nghiệp   | Tổng cộng sự nghiệp   | 7            | 0            | 1       | 0         | 0        | 0         | 8         | 0         |